# Leitmotiv
Leitmotivⓘ; lejtmotyw, motyw powracający (wym. uproszczona: lajtmotiw; niem. Leitmotiv – motyw przewodni) – termin zastosowany po raz pierwszy przez Richarda Wagnera dla określenia przewijającego się w utworze muzycznym i istotnego dla jego treści motywu. Później stosowany także w odniesieniu do dzieł literackich i filmowych.
Leitmotiv nie musi stanowić motywu głównego utworu, często jest tylko luźno z nim związany lub współistnieje z innymi równorzędnymi lub mniej znaczącymi leitmotiwami.
W literaturze można wyróżnić:
- leitmotiwy treściowe – m.in. powtarzające się sceny i sytuacje;
- leitmotiwy rytmiczne – powtarzające się schematy konstrukcyjne dzieła (np. refren);
- leitmotiwy stylistyczne – związane z powracaniem jakiejś formy wypowiedzi.